# Kaldor-Hicks-Kriterium
Das Kaldor-Hicks-Kriterium (nach Nicholas Kaldor und John Richard Hicks) ist ein Wohlstandskriterium, welches auf der Idee eines potentiellen interpersonellen Ausgleichs (Kompensation) bei Wohlstandsänderungen beruht. Es gehört somit zu den Kompensationskriterien, wie etwa auch das Scitovsky-Kriterium oder die Kriterien nach Samuelson und Gorman. Anders als das Pareto-Kriterium, bei welchem Änderungen einer ökonomischen Situation unter Wohlstandsgesichtspunkten nur dann beurteilt werden können, wenn keine gegenläufigen individuellen Wohlstandsänderungen auftreten (Mangel an interpersonellem Nutzenvergleich), versuchen Kompensationskriterien auch solche gesamtgesellschaftlichen Wohlfahrtsänderungen zu bewerten, bei welchen die Wohlfahrt einzelner Individuen steigt, während die anderer sinkt. Die genannten Kriterien versuchen also, Wohlstandsgewinne und Wohlstandsverluste gegeneinander aufzurechnen.

## Darstellung
Nach dem Kaldor-Hicks-Kriterium wird immer dann von einem gesamtgesellschaftlichen Wohlstandsanstieg gesprochen, wenn die Individuen, welche durch die Änderung der ökonomischen Situation einen Wohlstandsanstieg erfahren, jene Individuen voll entschädigen können, welche Wohlfahrtseinbußen erleiden und letztendlich dennoch einen Teil des ursprünglichen Wohlstandsgewinns bewahren.
Folgende Abbildung dient zur Illustration des Kriteriums:

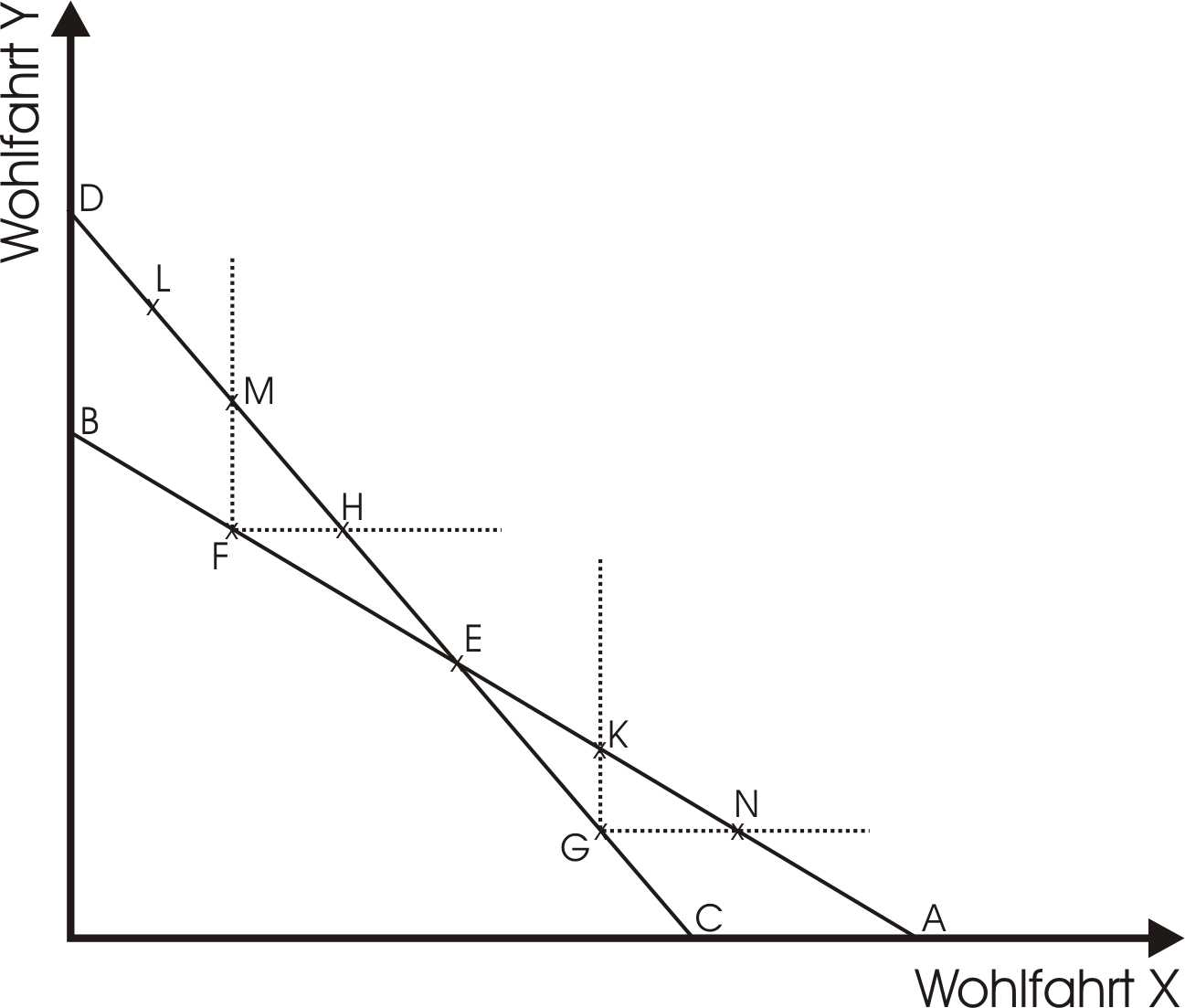
Nutzenmöglichkeitenkurven zweier Individuen X und Y

Dargestellt sind die Nutzenmöglichkeitenkurven zweier Individuen X und Y durch die Streckenzüge AB bzw. CD. In der Ausgangssituation sei auf der Nutzenmöglichkeitenkurve AB die Verteilungssituation F relevant. Nach der Änderung der ökonomischen Situation gelte die Nutzenmöglichkeitenkurve CD und die entsprechende Verteilungssituation sei L. Nach dem Pareto-Kriterium kann die neue Situation mit der alten hinsichtlich des Wohlfahrtsaspekts nicht verglichen werden, denn während die Wohlfahrt des Individuums Y gestiegen ist, ist die des Individuums X gesunken. Nach dem Kaldor-Hicks-Kriterium ist die Änderung der Verteilungssituation allerdings gesamtgesellschaftlich wohlfahrtssteigernd, denn ausgehend von der Situation L könnte die Realallokation des neuen Güterbündels so erfolgen, dass der Punkt M erreicht wird, in welchem die Wohlfahrt des X im Vergleich zur Situation in F unverändert ist, während die Wohlfahrt des Y angestiegen ist. Dementsprechend wären alle Änderungen der Realallokation gesamtgesellschaftlich wohlfahrtssteigernd, bei der ein Punkt auf der Nutzenmöglichkeitenkurve CD erreicht wird, der innerhalb der Pareto-Region von F liegt (gestrichelte Linien).
Wichtig ist zu wissen, dass das Kaldor-Hicks-Kriterium lediglich fordert, dass eine Kompensation der Nutzeneinbuße der benachteiligten Wirtschaftssubjekte durch die bevorteilten möglich ist, nicht dass diese auch tatsächlich stattfindet. Für die Beurteilung der Erwünschtheit einer solchen Maßnahme bedarf es eines zusätzlichen Werturteils.

## Problem der Umkehrbarkeit
Schon kurze Zeit nach der Konzipierung des Kriteriums zeigte Scitovsky, dass es in gewissen Situationen reversibel und damit inkonsistent ist. Die Änderung einer ökonomischen Situation, welche nach diesem Kriterium gesamtgesellschaftlich wohlfahrtssteigernd ist, führt auch dann zu einem Wohlstandsanstieg, wenn man sie in umgekehrte Richtung ausführt, sie also wieder rückgängig macht. Zu diesem Problem kann es kommen, wenn sich die Nutzenmöglichkeitenkurven schneiden und das nach der Änderung der ökonomischen Situation betrachtete Güterbündel nicht von beiden Wirtschaftssubjekten dem alten Güterbündel vorgezogen wird. Damit ist vor allem dann zu rechnen, wenn die Präferenzen der betrachteten Individuen stark differieren.
Beispiel (siehe Abbildung)
In der Ausgangssituation ist die Nutzenmöglichkeitenkurve AB und die Verteilungssituation F gegeben. Nach der Änderung der ökonomischen Situation gelte nun die Nutzenmöglichkeitenkurve CD und die Verteilungssituation G. In dieser neuen Situation G ist die Wohlfahrt des X gestiegen, während die des Y gesunken ist. Von G aus lässt sich durch Umverteilung des Güterbündels die Situation H erreichen, in welcher die Wohlfahrt des Y im Vergleich zum Ausgangspunkt gleich geblieben und die des X gestiegen ist. Nach dem Kaldor-Hicks-Kriterium ist die gesamtgesellschaftliche Wohlfahrt also gestiegen.
Betrachtet man aber nun G als neue Ausgangssituation und die Rückkehr von G nach F, dann lässt die gleiche Argumentation in die umgekehrte Richtung anwenden: Von F aus ließe sich durch Umverteilung der Punkt N erreichen, bei welchem die Wohlfahrt des X im Vergleich zu G gestiegen und die des Y konstant geblieben ist. Die Rückkehr von G nach F steigert also auch die Wohlfahrt.
Man gelangt also in beiden Richtungen zu einem Anstieg der gesamtgesellschaftlichen Wohlfahrt, ein Widerspruch. Zu solchen Inkonsistenzen kommt es bei sich schneidenden Nutzenmöglichkeitenkurven immer dann, wenn die vor und nach der Änderung der ökonomischen Situation relevanten Verteilungssituationen auf verschiedenen Seiten des Schnittpunkts der entsprechenden Nutzenmöglichkeitenkurven liegen.